# Emiliano Zapata, Sabanilla
Emiliano Zapata är en ort i Mexiko.   Den ligger i kommunen Sabanilla och delstaten Chiapas, i den sydöstra delen av landet, 700 km öster om huvudstaden Mexico City. Emiliano Zapata ligger 328 meter över havet och antalet invånare är 196.
Terrängen runt Emiliano Zapata är bergig åt sydost, men åt nordväst är den kuperad. Emiliano Zapata ligger nere i en dal. Runt Emiliano Zapata är det ganska tätbefolkat, med 111 invånare per kvadratkilometer. Närmaste större samhälle är Simojovel de Allende, 12,1 km sydväst om Emiliano Zapata. I omgivningarna runt Emiliano Zapata växer i huvudsak städsegrön lövskog.